# NGC 5903
NGC 5903 è una galassia nella costellazione della Bilancia.
Nell'immagine è la galassia di sinistra. È la galassia dominante di un gruppetto composto da due ellittiche giganti, alcune ellittiche minori e altre galassie nane, la cui morfologia dunque ricorda molto quella del nostro Gruppo Locale (in scala maggiore); la seconda galassia del gruppo è invece NGC 5898. È facile da reperire con un telescopio newtoniano, circa 3 gradi a ENE della brillante stella σ Librae, nel quale si presenta con un nucleo molto brillante, debolmente allungato in senso N-S; a pochissima distanza si nota un'altra galassia facente parte del gruppetto, PGC 54644 (ESO 514-G003). Nello stesso campo visivo è inoltre visibile chiaramente l'altra ellittica gigante, NGC 5898. La distanza dalla Via Lattea è stimata intorno ai 124 milioni di anni-luce.